# Íslendingadrápa
La Íslendingadrápa (La drápa degli islandesi) è un poema scaldico scritto in islandese nel XII o XIII secolo. È sopravvissuto solo nel AM 748 Ib 4to, uno dei manoscritti della Edda in prosa. Il manoscritto identifica l'autore come un certo Haukr Valdísarson, uomo altrimenti sconosciuto. Il poema è composto da 26 stanze dróttkvætt complete e dalle prime due righe della ventisettesima. A quel punto il poema si interrompe, e la parte seguente è andata perduta.
Il poema parla degli atti di alcuni eroi e scaldi islandesi del X e XI secolo,  compresi Egill Skallagrímsson, Grettir Ásmundarson, Kormákr Ögmundarson e Hallfreðr vandræðaskáld. Clover ha definito il poema "una specie di de viris illustribus e De Casibus Virorum Illustrium combinati".